# Freadelpha leucospila
Freadelpha leucospila là một loài bọ cánh cứng trong họ Cerambycidae.